# Polnische Meisterschaften im Skispringen 2020
Die polnischen Meisterschaften im Skispringen 2020 fanden am 22. Dezember 2020 auf der Adam-Małysz-Schanze in Wisła statt. Erstmals fanden die Wintermeisterschaften der Männer und Frauen am gleichen Tag statt. Bei den Frauen wurde darüber hinaus zum ersten Mal die Meisterin auf einer Großschanze ermittelt. Zunächst waren die Wettbewerbe für den 26. Dezember in Zakopane geplant gewesen, doch wurden die Springen bereits Ende November auf den 23. Dezember verschoben, da sich der polnische Weltcup-Kader aufgrund des COVID-19-Protokolls der Vierschanzentournee 2020/21 bereits am zweiten Weihnachtsfeiertag die ersten PCR-Tests in Oberstdorf unterziehen sollte. Darüber hinaus wäre auch für die Athleten außerhalb des Weltcup-Kaders eine Teilnahme an den Continental-Cup-Springen in Engelberg nicht möglich gewesen. Wenige Tage später wurden die Meisterschaften um einen weiteren Tag nach vorne verlegt. Am 13. Dezember wurde zudem der Ortswechsel von Zakopane nach Wisła bekannt gegeben, da an der Wielka Krokiew Renovierungsarbeiten nicht rechtzeitig abgeschlossen werden konnten. Des Weiteren wurde kurz darauf das Programm mit den Wettkämpfen für Frauen erweitert. Cheftrainer der Herren war Michal Doležal, während Łukasz Kruczek diese Funktion bei den Frauen innehatte. Die Meisterschaften wurden vom polnischen Skiverband (PZN) organisiert. Dieser führt die siegreichen Sporttreibenden teilweise als Meisterinnen bzw. Meister 2021 auf, da die Wettbewerbe in der Saison 2020/21 ausgetragen wurden.
Nach einem schweren Sturz Kinga Rajdas, die am Wettkampftag ihren 20. Geburtstag feierte, wurde der Finaldurchgang der Frauen abgebrochen sowie derjenige der Männer abgesagt. Somit feierte Tomasz Pilch seinen ersten polnischen Meistertitel. Bei den Frauen gewann Kamila Karpiel, die bereits zweimal den Sommermeistertitel holen konnte.

## Programm und Zeitplan
Im Folgenden wird der Zeitplan der polnischen Meisterschaften aufgeführt. Aufgrund schwieriger Windverhältnisse musste das Training abgesagt, sowie der Beginn des ersten Wertungsdurchgangs der Frauen auf 15 Uhr verschoben werden.
| Datum             | Uhrzeit      | Ereignis             | Geschlecht      | Ort                      |
| ----------------- | ------------ | -------------------- | --------------- | ------------------------ |
| Di., 22. Dezember | 11:00        | Technisches Briefing | Frauen & Männer | Malinka (K 120 / HS 134) |
| Di., 22. Dezember | 13:35        | Probedurchgang       | Frauen          | Malinka (K 120 / HS 134) |
| Di., 22. Dezember | 13:45        | Probedurchgang       | Männer          | Malinka (K 120 / HS 134) |
| Di., 22. Dezember | 14:35        | 1. Wertungsdurchgang | Frauen          | Malinka (K 120 / HS 134) |
| Di., 22. Dezember | 14:45        | 1. Wertungsdurchgang | Männer          | Malinka (K 120 / HS 134) |
| Di., 22. Dezember | 15:35        | Finaldurchgang       | Frauen          | Malinka (K 120 / HS 134) |
| Di., 22. Dezember | 16:05        | Finaldurchgang       | Männer          | Malinka (K 120 / HS 134) |
| Di., 22. Dezember | anschließend | Siegerehrung         | Frauen & Männer | Malinka (K 120 / HS 134) |

## Teilnehmende

### Männer
| 35 Teilnehmer | 35 Teilnehmer                                                                                                |
| --- | --- |
| - LZS Sokół Szczyrk (6) - WSS Wisła (6) - AZS Zakopane (6) - LKS Klimczok Bystra (4) - KS Eve-nement Zakopane (4) | - TS Wisła Zakopane (4) - LKS Olimpia Goleszów (3) - PKS Olimpijczyk Gilowice (1) - LKS Poroniec Poronin (1) |

### Frauen
| Sechs Teilnehmerinnen                             | Sechs Teilnehmerinnen |
| ------------------------------------------------- | --------------------- |
| - KS AZS-AWF Katowice (4) - LZS Sokół Szczyrk (1) | - AZS Zakopane (1)    |

## Ergebnisse

### Männer Einzel
Am Wettbewerb der Herren nahmen 35 Athleten teil, jedoch kamen nur 33 in die Wertung. Mit den schwierigen Windverhältnissen kamen besonders die Sportler zu Beginn des Feldes kaum zurecht, sodass einige ihren Sprung im Flug abbrechen mussten und so verglichen geringe Weiten erzielten. Darüber hinaus verlor Karol Niemczyk im Flug die Kontrolle und stürzte, konnte allerdings die Anlage alleine verlassen. Die ersten Startnummern sprangen aus der Startluke 15, wohingegen die Spitzenathleten aus der Startluke 8 deutlich weniger Anlauf hatten. Der spätere Meister Tomasz Pilch wurde aus der Startluke 10 abgewunken. Nach dem schweren Sturz Kinga Rajdas wurde beschlossen, den zweiten Durchgang der Männer abzusagen.
| Platz | Name                 | Verein              | Weite | Weite 2 | Punkte |
| ----- | -------------------- | ------------------- | ----- | ------- | ------ |
| 01.   | Tomasz Pilch         | WSS Wisła           | 136,0 | –       | 156,3  |
| 02.   | Dawid Kubacki        | TS Wisła Zakopane   | 126,0 | –       | 151,7  |
| 03.   | Andrzej Stękała      | AZS Zakopane        | 128,5 | –       | 148,2  |
| 04.   | Maciej Kot           | AZS Zakopane        | 124,5 | –       | 147,0  |
| 05.   | Aleksander Zniszczoł | WSS Wisła           | 123,5 | –       | 145,2  |
| 06.   | Jakub Wolny          | LKS Klimczok Bystra | 121,5 | –       | 139,1  |
| 07.   | Mateusz Gruszka      | AZS Zakopane        | 123,0 | –       | 133,2  |
| 08.   | Paweł Wąsek          | WSS Wisła           | 116,0 | –       | 131,7  |
| 09.   | Stefan Hula          | KS Eve-nement       | 120,0 | –       | 131,5  |
| 10.   | Klemens Murańka      | TS Wisła Zakopane   | 115,5 | –       | 127,8  |
| 11.   | Wiktor Pękala        | Sokół Szczyrk       | 119,0 | –       | 124,5  |
| 12.   | Krzysztof Leja       | AZS Zakopane        | 116,5 | –       | 121,5  |
| 13.   | Arkadiusz Joko       | WSS Wisła           | 117,0 | –       | 119,4  |
| 14.   | Szymon Zapotoczny    | KS Eve-nement       | 112,5 | –       | 111,8  |
| 15.   | Kamil Stoch          | KS Eve-nement       | 105,0 | –       | 109,4  |

| Platz | Name                  | Verein              | Weite 1 | Weite 2 | Punkte |
| ----- | --------------------- | ------------------- | ------- | ------- | ------ |
| 16.   | Piotr Żyła            | WSS Wisła           | 105,0   | –       | 105,9  |
| 17.   | Krzysztof Kieta       | LKS Poronin         | 113,5   | –       | 099,3  |
| 18.   | Kacper Juroszek       | WSS Wisła           | 105,0   | –       | 097,3  |
| 19.   | Jan Rzadkosz          | TS Wisła Zakopane   | 105,5   | –       | 097,2  |
| 20.   | Jarosław Krzak        | PKS Gilowice        | 103,5   | –       | 093,6  |
| 21.   | Jan Habdas            | LKS Klimczok Bystra | 104,0   | –       | 092,5  |
| 22.   | Paweł Szyndlar        | Sokół Szczyrk       | 100,0   | –       | 072,5  |
| 23.   | Kacper Stosel         | AZS Zakopane        | 098,5   | –       | 069,8  |
| 24.   | Stanisław Majerczyk   | TS Wisła Zakopane   | 099,0   | –       | 069,7  |
| 25.   | Mateusz Chraścina     | LKS Goleszów        | 096,5   | –       | 064,2  |
| 26.   | Wiktor Fickowski      | Sokół Szczyrk       | 094,5   | –       | 061,6  |
| 27.   | Stanisław Ciszek      | AZS Zakopane        | 087,5   | –       | 061,3  |
| 28.   | Jakub Harat           | LKS Klimczok Bystra | 094,5   | –       | 060,6  |
| 29.   | Wiktor Węgrzynkiewicz | Sokół Szczyrk       | 086,0   | –       | 058,6  |
| 30.   | Damián Lasota         | Sokół Szczyrk       | 090,5   | –       | 053,4  |

### Frauen Einzel
Am Wettbewerb der Frauen nahmen sechs Springerinnen teil. Das Springen fand unter Lotteriebedingungen mit großem Windeinfluss und Regen statt, was sich besonders im zweiten Durchgang negativ auswirkte. So wurde der historisch erste Meisterschaftswettbewerb der Frauen von der Großschanze durch einen schweren Sturz der Rekordmeisterin Kinga Rajda überschattet, die bei der Landung auf 74 Metern nach vorne kippte und auf dem Hang aufprallte. Im Anschluss daran rutschte sie den Hang hinunter, wo sie schließlich von Sanitätern versorgt und abtransportiert wurde. Daraufhin wurde der Wettbewerb abgebrochen und die bisherigen Sprünge des zweiten Durchgangs annulliert. Ihren ersten Meistertitel im Winter holte somit Kamila Karpiel, die im ersten Durchgang auf 113 Meter gesprungen war.
| Platz | Name              | Verein                | Weite 1 | Weite 2 | Punkte |
| ----- | ----------------- | --------------------- | ------- | ------- | ------ |
| 01.   | Kamila Karpiel    | AZS Zakopane          | 113,0   | –       | 098,4  |
| 02.   | Kinga Rajda       | KS AZS-AWF Katowice   | 110,0   | –       | 090,5  |
| 02.   | Joanna Szwab      | KS AZS-AWF Katowice   | 110,0   | –       | 090,5  |
| 04.   | Anna Twardosz     | KS AZS-AWF Katowice   | 102,5   | –       | 077,0  |
| 05.   | Nicole Konderla   | KS AZS-AWF Katowice   | 098,5   | –       | 067,3  |
| 06.   | Wiktoria Przybyła | SSR LZS Sokół Szczyrk | 095,5   | –       | 060,4  |